# Landtagswahl in Vorarlberg 2019
- SPÖ: 4
- GRÜNE: 7
- NEOS: 3
- ÖVP: 17
- FPÖ: 5

Die Landtagswahl in Vorarlberg am 13. Oktober 2019 war die 16. Wahl des Vorarlberger Landtags seit 1945. Da die fünfjährige Amtsperiode des 30. Vorarlberger Landtags im Jahr 2019 ablief, wurden sämtliche 36 Abgeordneten neu gewählt. Sie bestimmten in ihrer konstituierenden Sitzung am 6. November 2019 die neue Landesregierung.
Bei der Wahl konnten die beiden bisherigen Regierungsparteien ÖVP und Grüne jeweils Zugewinne erzielen. Ebenso erreichten auch die SPÖ und NEOS leichte Stimmenzuwächse. Größter Verlierer der Wahl war die FPÖ, die beim erstmaligen Antreten ihres neuen Spitzenkandidaten Christof Bitschi mehr als neun Prozentpunkte verlor und den zweiten Platz damit an die Grünen abgeben musste. Erneut klar erstplatziert wurde die Volkspartei, die unter Landeshauptmann Markus Wallner zwar nicht die absolute Mandatsmehrheit erreichen konnte, aber mit leichten Zuwächsen den ersten Platz mit fast 25 Prozentpunkten Vorsprung auf die zweitplatzierten Grünen deutlich absicherte.

## Ausgangslage
Bei der Landtagswahl 2014 wurde die Vorarlberger Volkspartei zwar erneut mit großem Abstand (41,79 %) stimmenstärkste Partei, verlor aber zum zweiten Mal nach 1999 nicht nur die absolute Stimmen- sondern auch Mandatsmehrheit und war somit zur Bildung einer Koalitionsregierung gezwungen. Nach Sondierungsgesprächen mit allen Landtagsfraktionen vereinbarten die ÖVP und Die Grünen die Bildung der ersten schwarz-grünen Regierungskoalition Vorarlbergs (Landesregierung Wallner II). Die Regierungsparteien ÖVP und Grüne zusammen verfügten im Landtag der 30. Legislaturperiode (2014–2019) über 22 von 36 Mandaten. Die Grünen (17,14 %) waren 2014 bei der Wahl neben der erstmals angetretenen Partei NEOS – Das Neue Österreich und Liberales Forum (6,89 %) einer der Wahlgewinner, wobei beide Parteien jeweils mehr als 6 Prozent Stimmenanteile dazugewinnen konnten. Die SPÖ Vorarlberg gehörte zu den damaligen Wahlverlierern und erreichte erstmals seit ihrem Bestehen mit nur 8,77 % der Stimmen weniger als zehn Prozent Stimmenanteile, konnte aber knapp ihr drittes Landtagsmandat halten. Ebenfalls leichte Verluste verzeichnete die FPÖ (23,42 %), die dennoch klar zweitstärkste Partei im Vorarlberger Landtag blieb.
Sowohl die SPÖ als auch die FPÖ nahmen im Laufe der 30. Legislaturperiode zwei Wechsel an ihrer Landesparteispitze vor: Bei der SPÖ folgte zunächst ab September 2016 Gabriele Sprickler-Falschlunger auf Michael Ritsch, anschließend übernahm mit 20. September 2018 Martin Staudinger von ihr den Vorsitz der Vorarlberger Sozialdemokraten. In der FPÖ übernahm am 1. Juli 2016 der Nationalratsabgeordnete Reinhard Eugen Bösch von Dieter Egger die Führung der Partei. Bösch wurde in weiterer Folge selbst am 8. Juni 2018 von Christof Bitschi als FPÖ-Landesobmann abgelöst.

### Wahlkampf
Nach Bekanntwerden der „Ibiza-Affäre“ im Mai 2019, in die der damalige FPÖ-Vizekanzler Heinz-Christian Strache maßgeblich involviert war, schloss Landeshauptmann Markus Wallner eine Koalition mit der FPÖ auf Landesebene aus und stellte den konkreten Wahltermin aufgrund der vorgezogenen Nationalratswahl infrage. Obwohl zunächst überlegt wurde, die Termine der vorgezogenen Neuwahl auf Bundesebene und der Landtagswahl zusammenzulegen, erteilte die Landesregierung dieser Idee kurz darauf aus Gründen der Rechtssicherheit eine Absage. Christof Bitschi, der Landesparteiobmann der FPÖ Vorarlberg, hatte bereits bei seinem Amtsantritt im Juni 2018 eine Koalition mit der „Wallner-ÖVP“ ausgeschlossen, zuletzt vor Bekanntwerden der „Ibiza-Affäre“ aber nach Meinung politischer Beobachter versöhnlichere Signale an die Vorarlberger Volkspartei gesendet.

## Parteien und Spitzenkandidaten

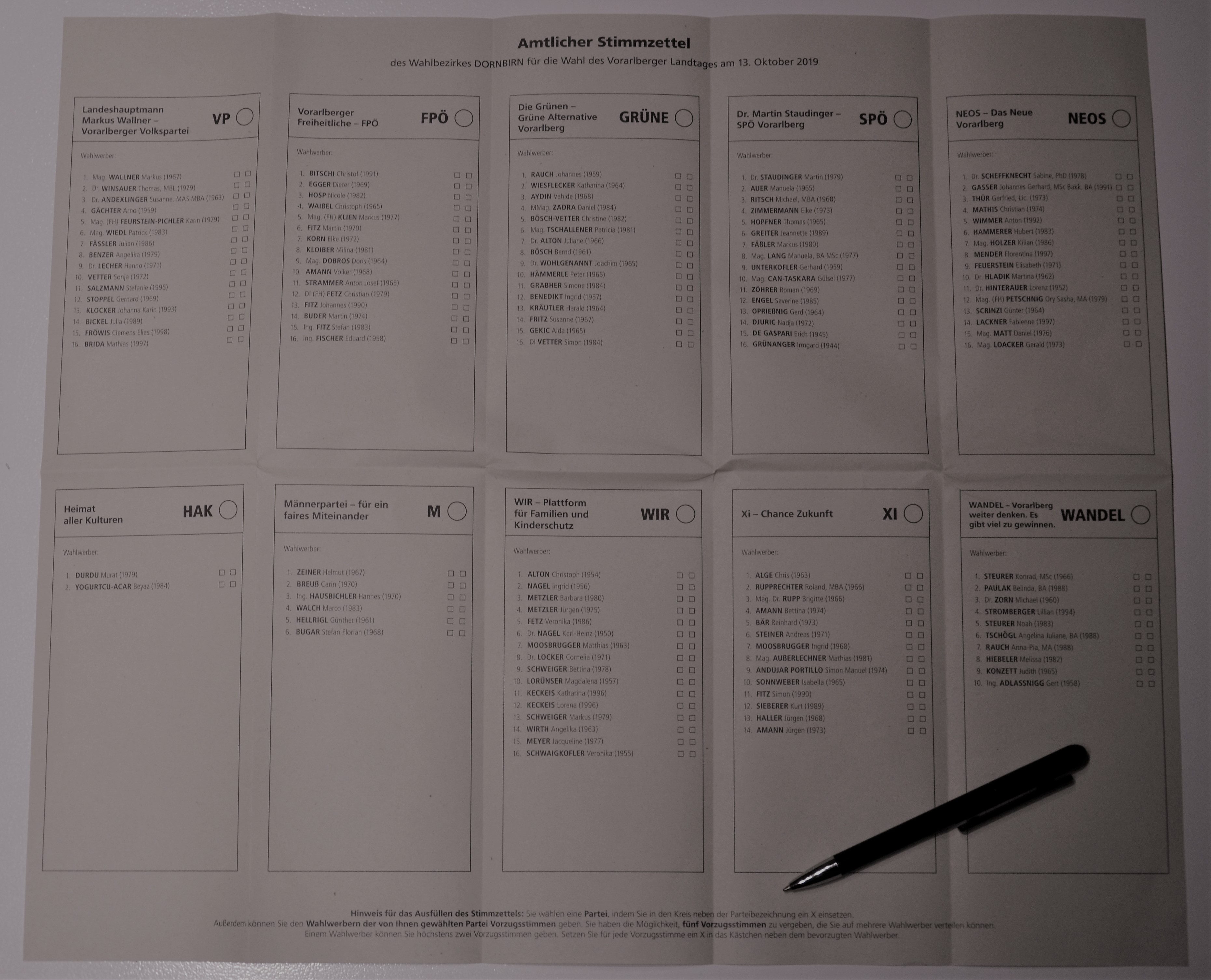
Stimmzettel zur Landtagswahl im Wahlbezirk Dornbirn

### Bereits im Landtag vertretene Parteien
Von der Vorarlberger Volkspartei wurde wie schon bei der Landtagswahl 2014 Landeshauptmann Markus Wallner als landesweiter Spitzenkandidat nominiert. Auch für den Koalitionspartner der Volkspartei in der Landesregierung seit 2014, Die Grünen Vorarlberg, trat mit Landesrat Johannes Rauch derselbe Spitzenkandidat wie schon 2009 und 2014 an. Für die FPÖ Vorarlberg trat deren neuer Landesparteiobmann Christof Bitschi als Spitzenkandidat bei der Landtagswahl an. Die SPÖ Vorarlberg nominierte im Juni 2018 ihren neuen Parteivorsitzenden Martin Staudinger als Spitzenkandidaten für die Landtagswahl. Als Listenerste der seit 2014 fünften Fraktion im Vorarlberger Landtag, NEOS, kandidierte abermals deren Spitzenkandidatin der letzten Wahl und Landessprecherin Sabine Scheffknecht.

### Noch nicht im Landtag vertretene Parteien
Mehrere bislang nicht im Landtag vertretene Parteien und Gruppierungen kündigten im Vorfeld der Landtagswahl an, bei dieser landesweit kandidieren zu wollen. Für das Antreten bei einer Vorarlberger Landtagswahl müssen gemäß § 27 Abs 5 Landtagswahlgesetz zumindest 100 Unterstützungserklärungen in einem Wahlbezirk eingereicht werden. Parteien, die also landesweit kandidieren wollen, müssen in jedem der vier Landtagswahlkreise jeweils 100 Unterstützungserklärungen sammeln und bei der Landeswahlbehörde einreichen. Eine solche Unterstützungserklärung kann jede im jeweiligen Wahlbezirk wahlberechtigte Person abgeben.
Mit Schluss der Einreichungsfrist am 23. August stand fest, dass insgesamt zwölf Listen Wahlvorschläge für die Landtagswahl eingebracht hatten. Neben den bereits im Landtag vertretenen Parteien reichten die Liste Heimat aller Kulturen (HAK), die Männerpartei, der Wandel, die Liste Xi - Chance Zukunft, die Liste WIR – Plattform für Familien und Kinderschutz, die Christliche Partei Österreichs sowie die Liste Jede Stimme GILT Wahlvorschläge ein. Die CPÖ kandidierte nur in den Wahlbezirken Bregenz, Bludenz und Feldkirch, nicht aber im Wahlbezirk Dornbirn. Die Liste GILT reichte nur für den Wahlbezirk Feldkirch einen Bezirkswahlvorschlag ein. Alle anderen Parteien und Listen reichten Wahlvorschläge für alle Wahlbezirke ein und kandidierten damit landesweit.
Als einzige Partei, die 2014 ebenfalls noch kandidiert hatte, verzichtete die Piratenpartei 2019 auf eine erneute Kandidatur. Bei ihrem Wahlantritt 2014 hatte die Piratenpartei nur 0,47 % der abgegebenen Stimmen und damit das zweitschlechteste Ergebnis aller angetretenen Parteien erreicht.

## Wahlergebnis

Die ÖVP gewann in allen Gemeinden die Stimmenmehrheit:

|                    | Ergebnisse 2019 | Ergebnisse 2019 | Ergebnisse 2019 | Ergebnisse 2014  | Ergebnisse 2014  | Ergebnisse 2014  | Differenzen | Differenzen | Differenzen |
| ------------------ | --------------- | --------------- | --------------- | ---------------- | ---------------- | ---------------- | ----------- | ----------- | ----------- |
| Wahlberechtigte    | 270.521         | 270.521         | 270.521         | 267.104          | 267.104          | 267.104          | + 3.417     | + 3.417     | + 3.417     |
| Wahlbeteiligung    | 61,41 %         | 61,41 %         | 61,41 %         | 64,31 %          | 64,31 %          | 64,31 %          | − 2,90 %    | − 2,90 %    | − 2,90 %    |
|                    | Stimmen         | %               | Mand.           | Stimmen          | %                | Mand.            | Stimmen     | %           | Mand.       |
| Abgegebene Stimmen | 166.130         |                 |                 | 171.765          |                  |                  | − 5.635     |             |             |
| Ungültig           | 919             | 0,55 %          |                 | 1.396            | 0,81 %           |                  | − 477       | − 0,26 %    |             |
| Gültig             | 165.211         | 99,45 %         |                 | 170.369          | 99,19 %          |                  | − 5.158     | + 0,26 %    |             |
| Partei 1           |                 |                 |                 |                  |                  |                  |             |             |             |
| VP                 | 71.911          | 43,53 %         | 17              | 71.205           | 41,79 %          | 16               | + 706       | + 1,74 %    | + 1         |
| FPÖ                | 23.011          | 13,93 %         | 5               | 39.892           | 23,42 %          | 9                | − 16.881    | − 9,49 %    | − 4         |
| GRÜNE              | 31.201          | 18,89 %         | 7               | 29.193           | 17,14 %          | 6                | + 2.008     | + 1,74 %    | + 1         |
| SPÖ                | 15.635          | 9,46 %          | 4               | 14.948           | 8,77 %           | 3                | + 687       | + 0,69 %    | + 1         |
| NEOS               | 14.064          | 8,51 %          | 3               | 11.743           | 6,89 %           | 2                | + 2.321     | + 1,62 %    | + 1         |
| HAK                | 3.066           | 1,85 %          | 0               | nicht kandidiert | nicht kandidiert | nicht kandidiert |             |             |             |
| M                  | 567             | 0,34 %          | 0               | 672              | 0,39 %           | 0                | − 105       | − 0,05 %    | ± 0         |
| WIR                | 1.144           | 0,69 %          | 0               | 1.088            | 0,64 %           | 0                | + 56        | + 0,05 %    | ± 0         |
| CPÖ                | 426             | 0,26 %          | 0               | 833              | 0,49 %           | 0                | − 407       | − 0,23 %    | ± 0         |
| XI                 | 2.481           | 1,50 %          | 0               | nicht kandidiert | nicht kandidiert | nicht kandidiert |             |             |             |
| GILT               | 230             | 0,14 %          | 0               | nicht kandidiert | nicht kandidiert | nicht kandidiert |             |             |             |
| WANDEL             | 1.475           | 0,89 %          | 0               | nicht kandidiert | nicht kandidiert | nicht kandidiert |             |             |             |
| Gesamt             |                 | 100,00 %        | 36              |                  |                  |                  |             |             |             |

1 Parteienbezeichnungen als Abkürzungen laut offiziellem Wahlvorschlag
Die Prozentangaben der „Ergebnis“-Spalten beziehen sich in den 3 Tabellenabschnitten jeweils auf verschiedene Gesamtheiten: Der aller Wahlberechtigten / der abgegebenen Stimmen / der gültigen Stimmen. Die Prozentangaben unter „Differenzen“ hingegen sind die arithmetische Differenz der zwei Prozentangaben der Ergebnisse in derselben Zeile.

### Mandatsverteilung
Die Verteilung der Landtagsmandate auf die einzelnen Parteien erfolgt in Vorarlberg nach dem Hagenbach-Bischoff-Verfahren. Zunächst wird eine Wahlzahl ermittelt, indem die Gesamtsumme der im Wahlkreis abgegebenen Stimmen durch die dort zu vergebenden Mandate (plus eins) dividiert wird. Anschließend wird anhand dieser Wahlzahl ermittelt, wie oft die Wahlzahl in der Zahl der auf die Parteien entfallenen Stimmen enthalten ist. Das Ergebnis wird auf eine ganze Zahl abgerundet und ergibt die Zahl der Wahlkreismandate der einzelnen Parteien. Die übrig bleibenden Stimmen jeder Partei werden auf Landesebene in einem zweiten Ermittlungsverfahren nach dem gleichen Prinzip in Mandate umgerechnet.
|           | Wahlbezirk Bludenz                                   | Wahlbezirk Bludenz | Wahlbezirk Bregenz                                                                      | Wahlbezirk Bregenz | Wahlbezirk Dornbirn                               | Wahlbezirk Dornbirn | Wahlbezirk Feldkirch                                                 | Wahlbezirk Feldkirch | Zweites Ermittlungsverfahren                | Zweites Ermittlungsverfahren |
| --------- | ---------------------------------------------------- | ------------------ | --------------------------------------------------------------------------------------- | ------------------ | ------------------------------------------------- | ------------------- | -------------------------------------------------------------------- | -------------------- | ------------------------------------------- | ---------------------------- |
| Mandatare | AZ                                                   | Mandatare          | AZ                                                                                      | Mandatare          | AZ                                                | Mandatare           | AZ                                                                   | Mandatare            | AZ                                          |                              |
| VP        | Christian Gantner a Andrea Schwarzmann Monika Vonier | 3                  | Bernhard Feuerstein Roland Frühstück Veronika Marte Christina Metzler Martina Rüscher a | 5                  | Susanne Andexlinger Patrick Wiedl Thomas Winsauer | 3                   | Steve Mayr Barbara Schöbi-Fink a Harald Sonderegger Markus Wallner a | 4                    | Christoph Thoma Raphael Wichtl              | 2                            |
| FPÖ       | Christof Bitschi                                     | 1                  | Hubert Kinz                                                                             | 1                  | Dieter Egger                                      | 1                   | Andrea Kerbleder                                                     | 1                    | Daniel Allgäuer                             | 1                            |
| GRÜNE     |                                                      | 0                  | Eva Hammerer Sandra Schoch                                                              | 2                  | Daniel Zadra                                      | 1                   | Christoph Metzler Bernhard Weber                                     | 2                    | Vahide Aydın Nadine Kasper                  | 2                            |
| SPÖ       |                                                      | 0                  | Martin Staudinger                                                                       | 1                  |                                                   | 0                   |                                                                      | 0                    | Manuela Auer Michael Ritsch Elke Zimmermann | 3                            |
| NEOS      |                                                      | 0                  | Johannes Gasser                                                                         | 1                  |                                                   | 0                   | Sabine Scheffknecht                                                  | 1                    | Gerfried Thür                               | 1                            |

a Nach der in der ersten Landtagssitzung erfolgten Wahl in die Landesregierung auf das Landtagsmandat verzichtet.

## Auswirkungen
Direkt nach der Landtagswahl führte Landeshauptmann Markus Wallner als Parteivorsitzender der erneut mit großem Abstand stimmenstärksten Partei am Dienstag, dem 15. Oktober 2019 Gespräche mit den Parteivorsitzenden aller anderen Landtagsparteien. Koalitionsgespräche nahmen am Tag darauf aber wie bereits vor der Wahl mehrfach angedeutet die beiden bisherigen Regierungspartner ÖVP und Grüne auf. Bereits am 4. November, und damit nur etwas mehr als zwei Wochen später, legten die schwarz-grünen Koalitionsverhandler ihren Parteigremien ein erneutes Koalitionsabkommen zur Abstimmung vor, das sowohl vom ÖVP-Landesparteipräsidium als auch von der grünen Landesversammlung mit großer Mehrheit angenommen wurde. In der neuen schwarz-grünen Koalitionsregierung Landesregierung Wallner III unter der Führung von Landeshauptmann Markus Wallner (ÖVP) wurde Barbara Schöbi-Fink (ÖVP) neue Landesstatthalterin, Marco Tittler (ÖVP) als Nachfolger von Karlheinz Rüdisser neuer Wirtschaftslandesrat und Martina Rüscher (ÖVP) als Nachfolgerin von Christian Bernhard neue Gesundheitslandesrätin. Christian Gantner von der ÖVP und Johannes Rauch sowie Katharina Wiesflecker von den Grünen blieben als Landesräte auch weiterhin Mitglieder der Landesregierung.
In der konstituierenden Landtagssitzung der XXXI. Gesetzgebungsperiode am 6. November zogen 17 von 36 Abgeordneten neu in den Landtag ein. Im Anschluss wählte der Vorarlberger Landtag erneut Harald Sonderegger (ÖVP) zum Landtagspräsidenten und neu Monika Vonier (ÖVP) sowie Sandra Schoch (GRÜNE) zu dessen Stellvertreterinnen. Die FPÖ, die mit Ernst Hagen in der vorigen Legislaturperiode einen stellvertretenden Präsidenten gestellt hatte, verlor das Nominierungsrecht sowohl für den Landtagspräsidenten-Stellvertreter als auch für ein Bundesratsmitglied. Beide Nominierungsrechte gingen dabei an die Grünen über, die als Bundesratsmitglied Adi Gross, der in der vorigen Legislaturperiode ihr Klubobmann im Landtag gewesen war, nominierten.